# Isle Dernière
L'Isle Dernière (Last Island) est une île barrière au sud de la Louisiane qui fut jadis la station balnéaire de la Nouvelle-Orléans. Le 10 août 1856, l'île fut ravagée par un ouragan destructeur qui tua plus de 200 personnes. Cette catastrophe naturelle fragmenta alors la grande île en cinq petites îles alignées, et la station balnéaire est depuis complètement abandonnée. Les vestiges de la station se retrouvent envahis par la végétation, et deviennent un havre de paix pour les pélicans et autres oiseaux marins.

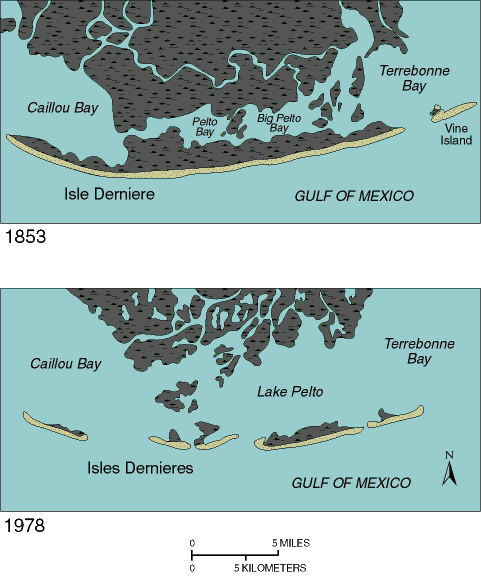
Fragmentation de l'Isle Dernière à la suite du cyclone de 1856

## La station balnéaire de la Nouvelle-Orléans
L'Isle Dernière (Last Island) était une île barrière située au sud de Cocodrie. Elle était longue d'environ une quarantaine de kilomètres. Là où le reste de la côte de Louisiane est de type marécageuse, Isle Dernière se distingue avec ses plages de sable blanc et ses eaux limpides. Sur l'ile souffle une brise qui rafraichit localement l'atmosphère pendant que l'air peut être suffocant sur le continent. Ces caractéristiques font qu'une station balnéaire s'y développa rapidement. Grâce à une connexion rapide combinant chemin de fer et ferry, elle devint le lieu de villégiature privilégié des habitants de la Nouvelle-Orléans. L'île était alors constellée d'hôtels, de cabanons et de résidences secondaires. 

## L'ouragan de 1856

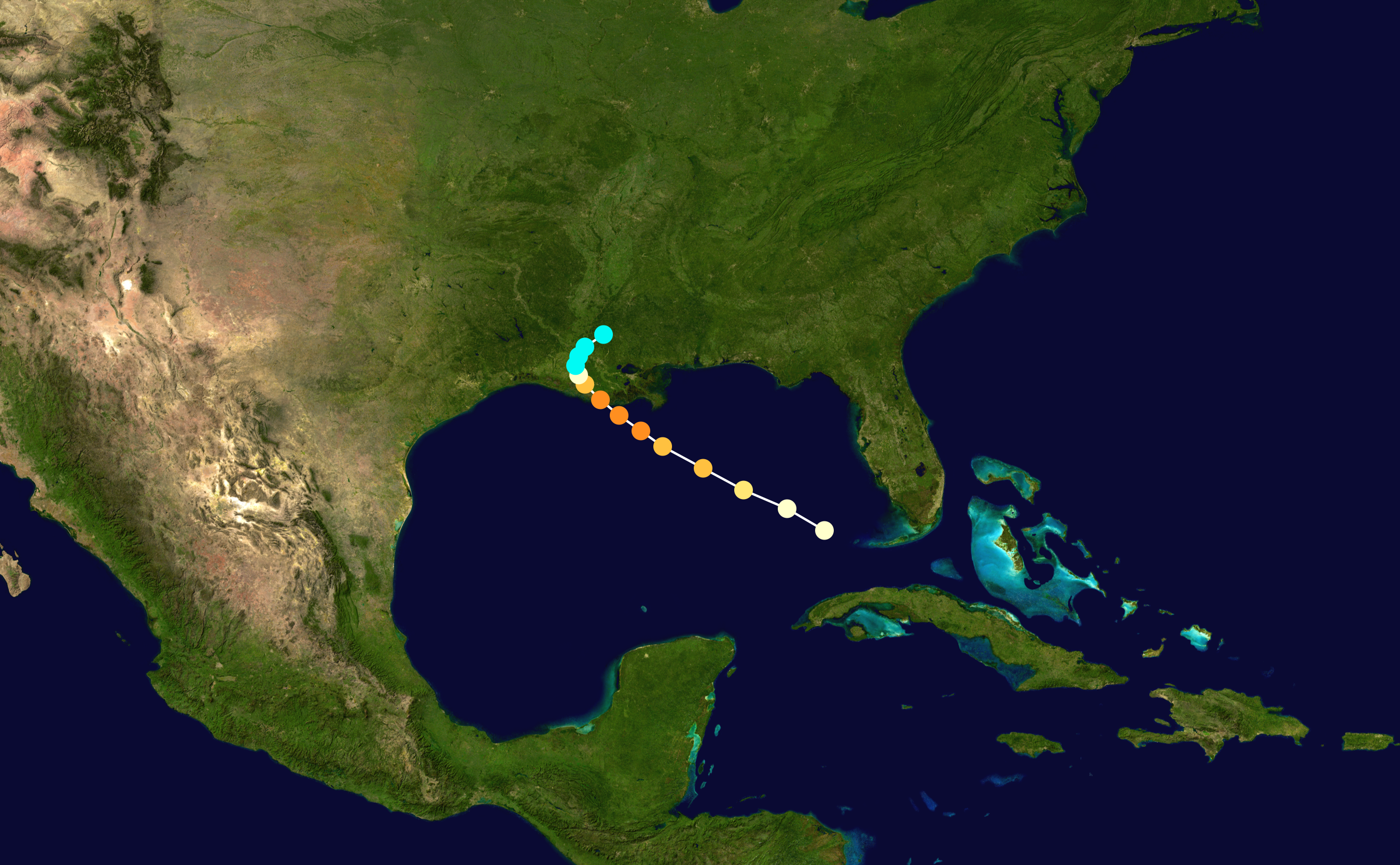
Trajectoire du cyclone qui frappa l'Isle Dernière en 1856.